# Гвацора
Гвацора (итал. Guazzora) је насеље у Италији у округу Алесандрија, региону Пијемонт.
Према процени из 2011. у насељу је живело 308 становника. Насеље се налази на надморској висини од 75 м.

## Становништво
| 1936. | 1951. | 1961. | 1971. | 1981. | 1991. | 2001. | 2011. |
| ----- | ----- | ----- | ----- | ----- | ----- | ----- | ----- |
| 554   | 554   | 498   | 419   | 374   | 353   | 294   | 313   |